# Lista de prefeitos de Rio Grande (Rio Grande do Sul)
Eis a lista de prefeitos do município de Rio Grande, localizado no Rio Grande do Sul, Brasil, durante o período republicano.

## República Velha(1889-1930)
Foi o período da história brasileira que se estendeu da Proclamação da República, em 15 de novembro de 1889, até a Revolução de 1930. Os prefeitos (na época, chamados de intendentes) e seus vices de Rio Grande na República Velha eram:
| Início de mandato | Fim de mandato | Intendente                                      | Vice                               | Escolha                                                                                |
| ----------------- | -------------- | ----------------------------------------------- | ---------------------------------- | -------------------------------------------------------------------------------------- |
| Meados de 1900    | 1902           | Conrado Miller de Campos                        | Trajano Lopes                      | Conrado Miller foi o primeiro intendente (prefeito) de Rio Grande [carece de fontes?]. |
| 11 nov. 1902      | 29 jul. 1904   | Carlos Augusto Ferreira de Assunção             | - - -                              | Com a saída do intendente, assume temporariamente.                                     |
| 30 jul. 1904      | 1905           | Carlos Augusto Ferreira de Assunção (1848-1905) | José Sidônio Correa                | Informações desconhecidas                                                              |
| 1905              | 9 set. 1909    | Juvenal Octaviano Miller                        | tenente José Sidônio Correa        | Informações desconhecidas                                                              |
| 10 set. 1909      | 6 maio 1910    | Tenente-Coronel Rosalvo Azevedo                 | Vices desconhecido                 | Escolhido a partir do falecimento de Juvenal Miller                                    |
| 1910              | 1911           | Intendentes desconhecidos                       | Vices desconhecidos                | Informações desconhecidas                                                              |
| 1912              | 1913           | Coronel Augusto Álvaro de Carvalho              | Miró Alves                         | Informações desconhecidas                                                              |
| 1913              | 1923           | Alfredo Soares Nascimento                       | Francisco de Paula Chaves Campello | Nomeado provisoriamente em 1913 por Borges de Medeiros, é reeleito em 1916 e 1920,     |
| 1923              | 1925           | Intendentes desconhecidos                       | Vices desconhecidos                | Informações desconhecidas                                                              |
| 1926              | 1926           | João Fernandes Moreira                          | Vices desconhecidos                | Informações desconhecidas                                                              |
| 1927              | 1930           | Intendentes desconhecidos                       | Vices desconhecidos                | Informações desconhecidas                                                              |

## Era Vargas(1930-1945)
A Era Vargas é o nome que se dá ao período em que Getúlio Vargas governou o Brasil por 15 anos ininterruptos (de 1930 a 1945). Os prefeitos e vice-prefeitos de Rio Grande na Era Vargas eram:
| Início de mandato | Fim de mandato | Prefeito                      | Vice                | Escolha                                |
| ----------------- | -------------- | ----------------------------- | ------------------- | -------------------------------------- |
| 1930              | 1934           | Prefeitos desconhecidos       | Vices desconhecidos | Os modos de escolha são desconhecidos. |
| 1935              | 1940           | Antonio Rocha Meirelles Leite | Vices desconhecidos | Os modos de escolha são desconhecidos. |
| 1940              | 1940           | Roque Aita Júnior             | Vices desconhecidos | Os modos de escolha são desconhecidos. |
| 1941              | 1945           | Prefeitos desconhecidos       | Vices desconhecidos | Os modos de escolha são desconhecidos. |

## República Populista(1946-1964)
A República Populista foi o periodo da história brasileira após a Era Vargas. Este período foi marcado por eleições diretas, embora prefeito e vice não fossem eleitos numa chapa única, podendo ser eleitos de partidos diferentes.
| Início de mandato | Fim de mandato | Prefeito                         | Vice                           | Escolha |
| ----------------- | -------------- | -------------------------------- | ------------------------------ | --- |
| 1946              | 1947           | Prefeitos desconhecidos          | Vices desconhecidos            | Os modos de posse do prefeito e vice são desconhecidos.                                                          |
| 1948              | 1950           | Miguel de Castro Moreira         | Vices desconhecidos            | Os modos de posse do prefeito e vice são desconhecidos.                                                          |
| 1951              | 1955           | Frederico Ernesto Buchholz (PTB) | Modesto Rey Dornelles          | Eleito em 3 out. 1950. O vice assumiu após a morte do prefeito em 28 nov. 1955.                                  |
| 31 jan. 1956      | 1958           | Álvaro Ribeiro Pereira           | Vices desconhecidos            | Eleitos em 3 out. 1955.                                                                                          |
| 1º jan. 1960      | 31 dez. 1963   | Horácio Ubatuba de Faria (PSD)   | Alberto Martins da Silva (PTB) | Eleitos em 3 out. 1959                                                                                           |
| 1º jan. 1964      | 31 mar. 1964   | Farydo Salomão (PTB)             | Álvaro Pereira                 | Eleitos em 7 out. 1962. Farydo foi cassado pelo Golpe Militar e o vice, após assumir por alguns dias, renunciou. |

## Regime Militar(1964-1985)
Entre 4 de junho de 1964 (baseado na Lei nº 5.449) e 19 de dezembro de 1984 (baseado no Decreto-lei Nº 2.183), o município de Rio Grande foi considerado como Área de Segurança Nacional, por isso, não ocorreram eleições para prefeito, nem diretas nem indiretas, tendo prefeitos nomeados pelo Conselho de Segurança Nacional. Porém as eleições para vereadores foram diretas, segundo documentos do TSE. Após 1984, os prefeitos foram eleitos em eleições diretas. Durante o Regime Militar de 1964, os prefeitos foram:
| Início de mandato     | Fim de mandato | Prefeito                                     | Vice            | Escolha                                      |
| --------------------- | -------------- | -------------------------------------------- | --------------- | -------------------------------------------- |
| 1964                  | 1966           | Martiniano Francisco de Oliveira (PSD/ARENA) | Sem informações | Nomeado pelo Conselho de Segurança Nacional. |
| 1966                  | 1969           | Armando Cattani                              | Sem informações | Nomeado pelo Conselho de Segurança Nacional. |
| 31 de janeiro de 1969 | julho de 1975  | Cid Scarone Vieira                           | Sem informações | Nomeado pelo Conselho de Segurança Nacional. |
| julho de 1975         | 1978           | Rubens Emil Corrêa (ARENA)                   | Sem informações | Nomeado pelo Conselho de Segurança Nacional. |
| 1978                  | 1978           | Irio Figueira Sucena (interino)              | Sem informações | Nomeado pelo Conselho de Segurança Nacional. |
| 1981                  | 1985           | Abel Abreu Dourado (PDS)                     | Sem informações | Nomeado pelo Conselho de Segurança Nacional. |

## Nova República(1985-atualmente)
Junto com a Redemocratização no Brasil, as Áreas de Segurança Nacional brasileiras impostas pelo Regime Militar de 1964 passaram a ter eleições diretas em 1985, "regulada na forma do art. 2°, caput e § 1° da Emenda Constitucional n° 25, de 15.5.1985, combinada com os arts. 1° e 2°, da Lei n° 7.332, de 1°.7.1985".
A Constituição de 1988 introduziu as eleições para prefeitos em dois turnos para cidades com mais de 200 mil eleitores, caso o vencedor não tenha atingido a maioria absoluta. Como Rio Grande não possui ainda estes números de eleitores, todas as eleições desde então são sempre em primeiro turno. Durante o período, os prefeitos foram:
| Início de mandato | Fim de mandato    | Prefeito                                    | Vice-prefeito                         | Escolha |
| ----------------- | ----------------- | ------------------------------------------- | ------------------------------------- | --- |
| 1º jan. 1986      | 31 dez. 1988      | Rubens Emil Corrêa (PDS)                    | Érico Martins (PDS)                   | Prefeito eleito em 1985, com cerca de 24 mil votos. |
| 1º jan. 1989      | 21 de Agosto 1992 | Paulo Fernando dos Santos Vidal (PT)        | Ademir Casartelli (PCdoB)             | Prefeito eleito em 1988, com cerca de 23 mil votos. |
| 22 de Agosto 1992 | 31 dez. 1992      | Ademir Casartelli (PCdoB)                   | Cargo Vago                            | Vice-prefeito assumiu o cargo após a renúncia do prefeito. |
| 1º jan. 1993      | 31 dez. 1996      | Alberto José Barutot Meirelles Leite (PSDB) | Adilson Troca (PSDB)                  | Prefeito eleito em 1992, com cerca de 40 mil votos. |
| 1º jan. 1997      | 20 jul. 2000      | Wilson Mattos Branco (PMDB)                 | Delamar Corrêa Mirapalheta (PMDB)     | Prefeito eleito em 1996, com cerca de 42 mil votos. |
| 21 jul 2000       | 31 dez. 2000      | Delamar Corrêa Mirapalheta (PMDB)           | Cargo Vago                            | Vice-prefeito assumiu com a morte do prefeito. |
| 1º jan. 2001      | 31 dez. 2004      | Fábio de Oliveira Branco (PMDB)             | Juarez Vasconcelos Torronteguy (PMDB) | Prefeito eleito em 2000, com cerca de 62 mil votos. Teve sua candidatura a reeleição cassada pelo TRE-RS, sendo substituído pelo primo, Janir Branco, porém continuou como Prefeito. |
| 1º jan. 2005      | 31 dez. 2008      | Janir Souza Branco (PMDB)                   | Juarez Vasconcelos Torronteguy (PMDB) | Prefeito eleito em 2004, com cerca de 85 mil votos. |
| 1º jan. 2009      | 31 dez. 2012      | Fábio de Oliveira Branco (PMDB)             | Adinelson Troca (PSDB)                | Prefeito eleito em 2008, com cerca de 60 mil votos. |
| 1º jan. 2013      | 31 dez. 2016      | Alexandre Lindenmeyer (PT)                  | Eduardo Lawson (PSB)                  | Prefeito eleito em 2012, com cerca de 60 mil votos. |
| 1º jan. 2017      | 31 dez. 2020      | Alexandre Lindenmeyer (PT)                  | Renato Gomes (PPS)                    | Prefeito reeleito em 2016, com cerca de 60 mil votos. |
| 1º jan. 2021      | 31 dez.2024       | Fábio Branco (MDB)                          | Sérgio Webber (MDB)                   | Prefeito eleito, pela terceira vez, em 2020, com pouco mais de 44 mil votos. |
| 1° jan. 2025      | Atual             | Darlene Pereira (PT)                        | Renatinho (PSB)                       | Prefeita eleita em 2024, com cerca de 48.141 votos. É a primeira prefeita da cidade de Rio Grande.                                                                                   |